# Jesús María, Sinaloa
Jesús María är en ort i Mexiko.   Den ligger i kommunen Guasave och delstaten Sinaloa, i den västra delen av landet, 1 200 km nordväst om huvudstaden Mexico City. Jesús María ligger 6 meter över havet och antalet invånare är 198.
Terrängen runt Jesús María är mycket platt. Runt Jesús María är det ganska tätbefolkat, med 100 invånare per kvadratkilometer. Närmaste större samhälle är Leyva Solano, 15,3 km öster om Jesús María. Omgivningarna runt Jesús María är i huvudsak ett öppet busklandskap.